# Nina Weiße
Nina Weiße, auch Weisse, verheiratete Magnus (* 26. September 1855 in Wien; † 7. März 1913 in Berlin) war eine österreichisch-deutsche Schauspielerin.

## Leben
Weiße war die Tochter des jüdischen Kaufmanns Joseph Weiße und Anna Neumann. Sie besuchte die Theaterakademie von Eduard Kierschner. Engagements hatte sie am Wiener Residenztheater, am Hoftheater in Kassel, ab 1875 wieder in Wien am Stadttheater unter Laube, am Stadttheater in Frankfurt, am Stadttheater in Köln sowie am Hoftheater in Hannover. 
Sie heiratete am 16. November 1885 in Berlin den Juristen, Beamten und späteren Direktor der Nationalbank für Deutschland Ernst Siegmund Magnus (* 28. November 1850 in Berlin; † 5. Dezember 1910 ebenda) und zog sich von der Bühne zurück.